# Szeroki Żleb (Suche Czuby)

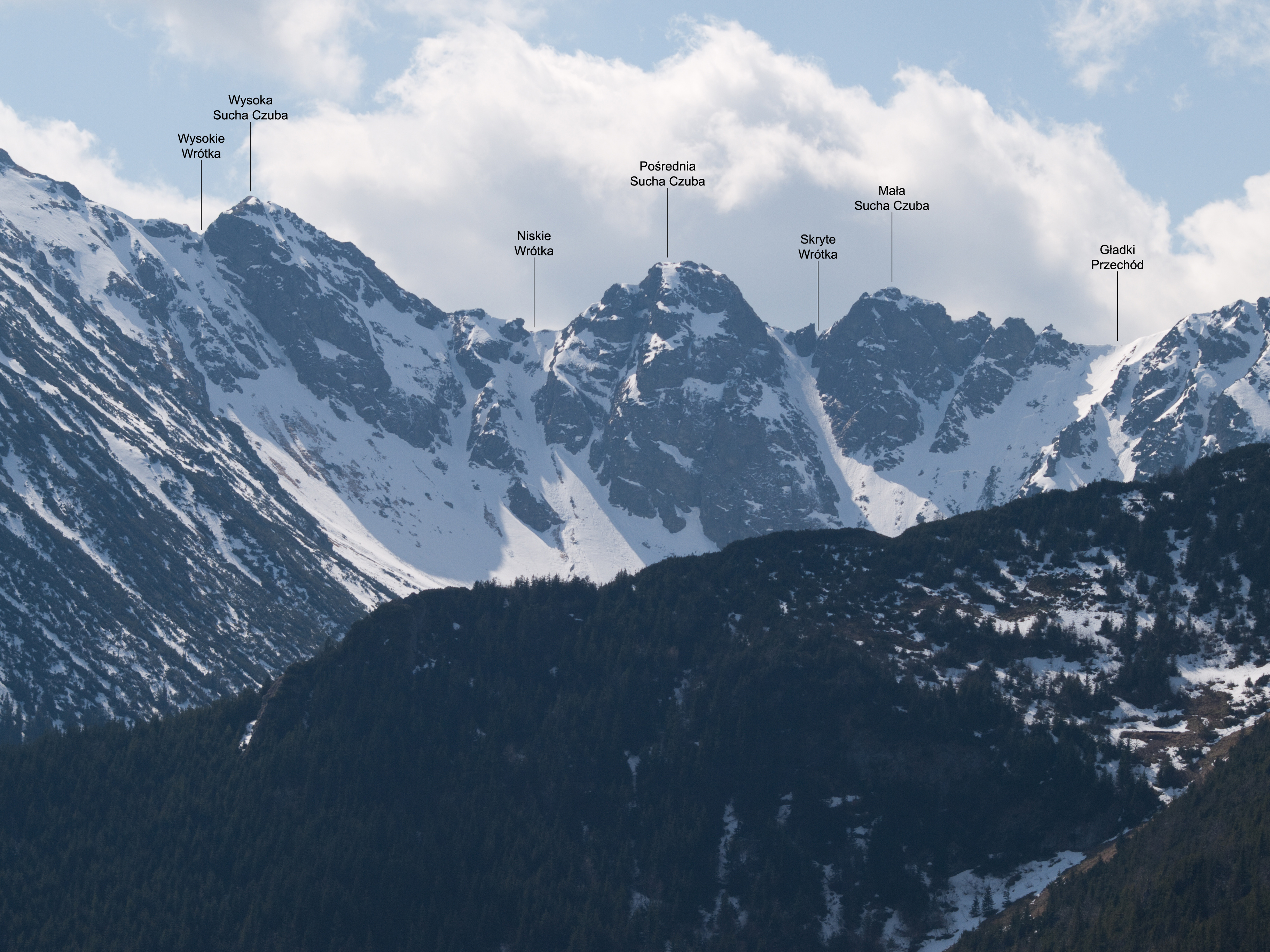
Widoczna górna część żlebu

Szeroki Żleb – żleb w Dolinie Suchej Kondrackiej w polskich Tatrach Zachodnich. Opada spod znajdującej się w głównej grani przełęczy Gładki Przechód (Sucha Przełęcz Kondracka) w północno-wschodnim kierunku do kotła lodowcowego górnej części tej doliny (tzw. Równi). Po wschodniej stronie opadają do niego urwiste trawniki Małej Suchej Czuby, po zachodniej grzęda Suchego Wierchu Kondrackiego. Jest to płytki i szeroki żleb. Wyjście nim z Doliny Suchej Kondrackiej na przełęcz w głównej grani latem nie stanowi większych trudności. W zimie schodzą nim lawiny.